# Doroteusz Fionik
Doroteusz Fionik (białorus. Дарафей Фіёнік, gwara podlaska Dorofiej Fijonik, ur. 14 sierpnia 1968 w Bielsku Podlaskim) – etnograf, historyk, założyciel i kustosz prywatnego Muzeum Małej Ojczyzny w Studziwodach, dzielnicy Bielska Podlaskiego, animator kultury białoruskiej na Podlasiu.

## Życiorys
Absolwent Technikum Rolniczego i Wyższego Prawosławnego Seminarium Duchownego w Warszawie z siedzibą przy monasterze św. Onufrego w Jabłecznej nad Bugiem. Studiował również historię i muzealnictwo. Po ukończeniu seminarium był katechetą w Bielsku Podlaskim i działał w Bractwie Młodzieży Prawosławnej, z którego ramienia prowadził rekonstrukcję spalonej podczas II wojny światowej XVIII-wiecznej dzwonnicy cerkwi w Bielsku Podlaskim. W 1993 założył i prowadzi do dzisiaj Muzeum Małej Ojczyzny w Studziwodach, niegdyś wsi podmiejskiej Bielska Podlaskiego. Organizator corocznego (od 2004) festiwalu „Tam po majowuj rosie” w Bielsku Podlaskim i okolicach. W latach 2002–2010 członek Rady Miasta Bielska Podlaskiego. Prowadzi gospodarstwo rolne. Mieszka w Studziwodach z żoną Elżbietą i synami Maksimem i Eliaszem oraz córką Taisą. Jest też dyrygentem chóru w cerkwi Kaspierowskiej Ikony Matki Bożej w Widowie.

## Działalność naukowa
Od początku lat 90. zajmuje się historią i etnografią ziemi bielskiej. Autor i współautor kilkunastu książek, w tym serii poświęconej historii niewielkich miejscowości na Podlasiu (wspólnie z o. Grzegorzem Sosną). Od 1998 redaktor naczelny i założyciel kwartalnika krajoznawczego „Bielski Hostineć”. W 1994 współzałożyciel Białoruskiego Towarzystwa Historycznego. Współpracownik tygodnika „Niwa”, miesięczników „Przegląd Prawosławny”, „Czasopis”, członek redakcji „Białoruskich Zeszytów Historycznych”.
W 1996 otrzymał jedną z najwyższych nominacji w konkursie Fundacji Kultury „Małe Ojczyzny – tradycja dla przyszłości” za projekt „Bielsk Podlaski – serce pogranicza” (wspólnie z Eugeniuszem Wappą). W 2003 i 2005 stypendysta marszałka województwa podlaskiego w dziedzinie upowszechniania i ochrony dóbr kultury. W 2006 został laureatem Nagrody im. Zygmunta Glogera za działalność animatorską i wydawniczą, ochronę zabytków oraz stworzenie Muzeum Małej Ojczyzny. W 2010 został nagrodzony przez sobór PAKP orderem św. Marii Magdaleny III stopnia.

### Wybrana bibliografia
- 50 lat 1956–2006 : Białoruskie Towarzystwo Społeczno-Kulturalne, Białystok 2006
- Szczyty: dzieje wsi i parafii, Bielsk Podlaski 2005 (wspólnie z o. G. Sosną)
- Bielsk Podlaski miasto pogranicza, Białystok 2004 (wspólnie z K. Mazuruk)
- Pasynki i okolice, Bielsk Podlaski 2001 (wspólnie z o. G. Sosną)
- Orla na Podlasiu: dzieje Cerkwi, miasta i okolic, Bielsk Podlaski 1997 (wspólnie z o. G. Sosną)
- Parafia Ryboły, Bielsk Podlaski 1999 (wspólnie z o. G. Sosną)
- Dzieje Cerkwi w Bielsku Podlaskim, Białystok 1995 (wspólnie z o. G. Sosną)